# Franco Colturi
Franco Colturi (* 26. Januar 1970 in Bormio, Sondrio) ist ein ehemaliger italienischer Skirennläufer. Er nahm an den Olympischen Winterspielen 1992 in Albertville teil und war weitgehend auf die schnelle Disziplin Abfahrt spezialisiert. 1994 beendete er seine Karriere in Folge einer positiven Dopingprobe. Sein älterer Bruder Luigi war ebenfalls Skirennläufer.

## Biografie
Der aus Bormio stammende Franco Colturi nahm 1988 an den Juniorenweltmeisterschaften in Madonna di Campiglio teil und belegte Rang 14 in der Abfahrt. Ein Jahr später wurde er in Alyeska Sechster in seiner Paradedisziplin.
Der Durchbruch gelang ihm in der Weltcup-Saison 1991/92. Nachdem er in Garmisch-Partenkirchen mit Rang 22 seine ersten Punkte gewinnen konnte, erreichte er in der Hahnenkammabfahrt von Kitzbühel als Neunter sein bestes Karriereresultat. Mit Rang 19 am Lauberhorn schaffte er ein weiteres respektables Ergebnis und qualifizierte sich für die Olympischen Spiele in Albertville. In der Abfahrt über die Face de Bellevarde belegte er als bester Italiener Platz zehn. Nach der Kombinationsabfahrt lag er nur 0,62 Sekunden hinter Jan Einar Thorsen auf dem dritten Zwischenrang, fiel im Slalom aber weit zurück und schloss das Rennen letztlich auf Rang 31 ab.
Die Saison 1992/93 verpasste Colturi verletzungsbedingt. Sein Comeback gab er am 17. Dezember 1993 mit Rang 66 in der Abfahrt von Gröden. Ohne eine einzige Platzierung in den Punkterängen scheiterte er klar an der Qualifikation für die Olympischen Spiele. Am 10. Februar 1994 wurde – noch vor Beginn der Spiele in Lillehammer – bekannt, dass Colturi von der FIS gesperrt worden war. Durch einen Dopingtest im April des Vorjahres konnte ihm die Verwendung von Nandrolon nachgewiesen werden, womit der Italiener zum ersten Dopingfall im alpinen Skisport seit Christelle Guignard 1989 wurde. Es handelte sich außerdem um den ersten registrierten Fall von Anabolikamissbrauch in dieser Sportart. Colturi trat umgehend zurück.

## Erfolge

### Olympische Spiele
- Albertville 1992: 10. Abfahrt, 31. Kombination

### Weltcup
- 1 Platzierung unter den besten zehn

### Juniorenweltmeisterschaften
- Madonna di Campiglio 1988: 14. Abfahrt
- Alyeska 1989: 6. Abfahrt, 12. Super-G